# Junior Durkin
Junior Durkin (New York, 2 juli 1915 - San Diego, 4 mei 1935), geboren als Trent Bernard Durkin, was een Amerikaans acteur.

## Biografie
Durkin werd in New York geboren en begon hier zijn carrière als kind in het theater. Hij begon zijn filmcarrière in 1930. Durkin is waarschijnlijk het meest bekend van zijn vertolking van Huckleberry Finn in Tom Sawyer (1930) en Huckleberry Finn (1931).
Durkin had een contract bij RKO Radio Pictures en kreeg rollen in een reeks B-films aangeboden. Hij had meestal komische rollen, waarin zijn karakters bijna altijd criminele houdingen hadden. Na het vertolken van Huckleberry Finn kreeg hij in 1932 opnieuw aandacht uit het publiek voor zijn vertolking van een jeugdcrimineel in Hell's House (1932). Bette Davis had ook een rol in de film.
In 1935 besloot RKO Durkin meer serieuze rollen te geven. Ze veranderden zijn naam daarom ook naar Trent Durkin. De naam werd gebruikt in de film Chasing Yesterday (1935).
Dit bleek echter zijn laatste rol te zijn, toen hij op 4 mei dat jaar omkwam bij een tragisch ongeluk. Dit gebeurde toen hij aan het reizen was met Jackie Coogan en drie andere personen, waaronder Coogans vader, toen de auto waarin ze reden plotseling betrokken raakte bij een auto-ongeluk. Coogan was de enige overlevende.

## Filmografie
- 1930:Fame
- 1930:Recaptured Love
- 1930:The Santa Fe Trail
- 1930:Tom Sawyer
- 1931:Huckleberry Finn
- 1932:Hell's House
- 1933:Man Hunt
- 1934:Big Hearted Herbert
- 1934:Ready for Love
- 1934:Little Men
- 1935:Chasing Yesterday

- Bibliothèque nationale de France: cb150508828 (data)
- Gemeinsame Normdatei: 142050040
- International Standard Name Identifier: 0000 0000 8111 7892
- Library of Congress Control Number: n88100822
- Nationale Bibliotheek van Israël: 987012384947905171
- SNAC: w6jf9bv1
- Système universitaire de documentation: 230690599
- Virtual International Authority File: 32282110
- WorldCat: E39PBJhMhFwqxKPXFPVJxMpF8C